# VfV Hannover-Hainholz
Der VfV Hannover-Hainholz, kompletter Name VfV Hainholz von 1887 Hannover e.V, ist ein Sportverein im hannoverschen Stadtteil Hainholz.

## Geschichte
Gegründet wurde der Verein 1887 am 25. März als Turn-Club Hainholz. Ein zweiter Verein (Männer-Turn-Club (MTV) Hainholz) entstand 1896 und 1907 kam die Gründung eines dritten (SV Union) Vereins in Hainholz hinzu. 1919 und 1920 erfolgte der Zusammenschluss unter dem Namen Turnerschaft Hainholz von 1887. Nach Querelen und erneuter Trennung wurde man 1934 vom Reichsbund für Leibesübungen zum Zusammenschluss aufgefordert, der Name lautete nun Turn- und Sportverein (TSV) von 1887 Hainholz. In den 1930er Jahren waren Georg Isenberg und Hannes Mehlbauer Rugby-Nationalspieler.
Nach dem Zweiten Weltkrieg lösten sich mehrere Abteilungen vom Hauptverein. 1963 wurde auch die Rugbyabteilung aufgelöst, da sich die Spieler dem Nordstädter TV 09 (Hannover) angeschlossen hatten. Seither wird beim VfV Breitensport betrieben und Fußball gespielt.

## Erfolge
- 1936: Gertrud Meyer vom TSV 1887 gewann bei den Olympischen Sommerspielen 1936 die Goldmedaille.
- 1938: Deutscher Meister im Rugby
- 1939: Deutscher Meister im Rugby
- 2001: Die Fußball-Jugendabteilung wird vom DFB für die vorbildliche Jugendarbeit mit dem Preis der Sepp-Herberger-Stiftung ausgezeichnet.